# レメキロマノラヴァ
レメキ ロマノラヴァ（LEMEKI Lomano Lava、1989年〈平成元年〉1月20日 - ）は、ジャパンラグビーリーグワン三重ホンダヒートに所属する日本国籍のラグビー選手。

## プロフィール
- ニュージーランド・オークランド出身。両親の出身国はトンガである[1]。
- ポジションはウィング(WTB)、フルバック(FB)。セブンズではFW。
- 身長 177 cm、体重 92 kg
- ニックネームはマノ[2]。
- 日本代表キャップは20。（2023年10月現在）
- 7人制日本代表に選ばれている。
- トンガサムライXVスコッドに選ばれたことがある[3]。
- 旧名「ロマノ・レメキ」。日本国籍取得前の本名は、ロマノ オグリスティノ トゥプロトゥ エノシ ラヴァ ゲウアウ レメキ。
- 既婚、四児の父
- 名古屋で活躍するタレント鉄平は親戚（レメキの妻の姉の夫の兄が鉄平）。

## 略歴
ニュージーランドのリストン・カレッジ卒業後、19歳の時に来日。
2009年、キヤノンに加入。同年9月12日に行われたトップイーストリーグ第1節の日本IBMビッグブルー戦に先発出場で公式戦初出場を果たした。
2011年、マツダブルーズーマーズに加入。
2012年、日本人女性と結婚。
2014年、Honda Heatに加入。また日本国籍を取得し、同年に行われたアジア大会で7人制日本代表として金メダル獲得に貢献。
2016年、リオデジャネイロオリンピックの7人制日本代表に選ばれた。また同年11月5日に行われたリポビタンDチャレンジカップ2016アルゼンチン戦にて先発出場で日本代表初キャップを獲得した。
2017年12月にはサンウルブズの2018年スコッドに選ばれた。
2019年8月、ラグビーワールドカップ2019の日本代表に選出された。
2020年、宗像サニックスブルースに加入。
2021年、NECグリーンロケッツ東葛に加入。1月8日の横浜キヤノンイーグルス戦は10番 (フライハーフ) で先発した。
2022年、NECグリーンロケッツ東葛の主将に2023-24シーズンまで就任。シーズン終了後に退団した。
2023年8月、ラグビーワールドカップ2023の日本代表に選出された。
2024年、三重ホンダヒートに4年ぶりに入団。

## 受賞歴

### トップリーグ
- 2018-19最多トライゲッター ベストフィフティーン

### リーグワン
- 2023-24プレーヤー・オブ・ザ・シーズン (DIVISION 2), ベストラインブレイカー(DIVISION 2)[20]

## テレビ
- しゃべくり007（2019年4月22日、日本テレビ）

CM
- 富士フイルム『お正月を写そう♪2020 ラグビー七福神・音チェキ』篇（2019年12月28日 - ）[21][22]